# Under Svea banér
Under Svea banér är en marsch för manskör från tidigt 1800-tal, och räknas som den första upsaliensiska studentsången samt den första svenska manskörssången.
Den kompletta titeln är: Under Svea banér – Marche för de studerande i Upsala 1809.
Texten är skriven av professorn i teologi vid Uppsala universitet, psalmförfattaren Samuel Ödmann. Musiken är komponerad av director musices vid Uppsala universitet Johann Christian Friedrich Haeffner.

## Historia
Den svenske, nyligen avsatte, överbefälhavaren, fältmarskalk Klingspor var hösten 1808, under Finska kriget, på väg från fronten i Finland till Stockholm och gästade då landshövdingen Erik af Wetterstedt på Uppsala slott. För universitetet och dess studenter var detta en viktig händelse mot bakgrund av de nationella strömningar som vid denna tid, under Napoleonkrigen, växte fram särskilt vid universiteten. I krigstider stärks sammanhållningen och man hyllar sina krigshjältar. Samuel Ödmann, sedan höstterminen 1808 inspector musices vid Uppsala universitet, skrev en sångtext till musik av director musices J.C.F. Haeffner, som använde sig av en soldatkör för manskör ur sin opera Renaud (1801). Handlingen i Haeffners opera är hämtad från Torquato Tassos epos Det befriade Jerusalem.
Den 24 oktober 1808 marscherade Uppsala studenter upp till slottet med sångarna i täten sjungande denna sång för att hylla den celebre gästen. Initiativtagaren till sångmarschen kan ha varit Johan Dillner, då känd som sångare i Uppsala, och just vid denna tid tillhörde han som kurator för den Medelpado-Jämtländska nationen uppsalastudenternas ledarskikt.
Denna händelse blev starten för den senare under 1800-talet så populära studentsången samt hela den traditionella manskörssången i Sverige, och den sjungs i alla de nordiska länderna än idag.

### 200-årsjubileum
På initiativ av Universitets- och studenthistoriska sällskapet och Orphei Veteraner arrangerades den 24 oktober 2008 ett jubileumsevenemang i Alfvénsalen i Uppsala med föreläsningar och sång. Senare under kvällen högtidlighölls jubileet av Norrlands nations manskör Chorus Virorum, Orphei Veteraner och Uppsala studenters fanborg med ett fackeltåg upp till Uppsala slott och Gunillaklockan. Där sjöngs Under Svea banér tillsammans med några andra tidstypiska sånger, och ett jubileumstal hölls till Haeffner och studentsången av professorn i musikvetenskap Folke Bohlin. Chorus Virorums ordförande höll också tal och körens dirigent, Christopher Lagerqvist, anförde kören vid högtidsstunden vid Gunillaklockan inför en publik på 358 personer.

### Fotnoter
1. ↑  Bohlin, Folke (2009). Samloms Bröder!: den svenska körrörelsens uppkomst
2. ↑  Karle, Gunhild (2009). Uppsala universitet och dess studenter 1477-2010. Uppsala. sid. 262. Libris 11766988. ISBN 9789163358791